# Гимн Европы
Гимн Европы — гимн Европейского союза и Совета Европы, являющийся одним из символов Европы. Он основан на главной теме четвёртой части Девятой симфонии Бетховена в инструментальном изложении и исполняется на официальных мероприятиях обеими организациями.
Фридрих Шиллер написал стихотворение «Ода к радости» в 1785 году как «празднование братства людей». В 1823 году, уже после смерти Шиллера, слова стихотворения использовал Людвиг ван Бетховен в четвёртой (финальной) части своей Девятой симфонии.
Комитет министров Совета Европы официально объявил Европейский гимн 19 января 1972 года в Страсбурге: 4-я часть 9-й симфонии Людвига ван Бетховена.
Дирижёр Герберт фон Караян написал три официальных инструментальных аранжировки Гимна Европы — для фортепиано, для духовых инструментов и для симфонического оркестра. Он также изменил темп музыки. Караян использовал четвертную ноту там, где Бетховен использовал половинную.
4 октября 2010 года гимн был использован впервые во время официальных спортивных состязаний, когда команда Европы обыграла команду, представлявшую Соединенные Штаты Америки, чтобы выиграть Кубок Райдера — турнир по гольфу.

## Исполнение
В оригинальной версии симфонии Бетховена использовались немецкие слова из стихотворения Фридриха Шиллера «Ода к радости». Однако, в 1972 году при утверждении гимна Европы слова были сняты, чтобы не отдавать предпочтение одному языку. Поэтому чётких требований к тексту гимна нет, официально он вообще не имеет текста. В редких случаях используют слова Шиллера (обычно это первый куплет или первые два — три куплета), исполняя их на национальном языке; иногда используют оригинальный текст Шиллера, но при этом каждый отдельный куплет поют на разных языках Евросоюза; Иногда гимн исполняют на латыни, чтобы продемонстрировать его политическую нейтральность.
Этот гимн использовал покинувший СССР Виктор Корчной, когда играл матчи за мировое первенство по шахматам против Карпова в Багио и Мерано.